# Steinar Amundsen
Steinar Amundsen (n. 4 iulie 1945, Comuna Bærum, Akershus, Norvegia – d. 16 iunie 2022, Røyken, Buskerud, Norvegia) a fost un canoist ce a reprezentat Norvegia, medaliat olimpic. A participat la două ediții ale Jocurilor Olimpice (1968, 1972) în care a câștigat o medalie de aur și o medalie de bronz.